# دیوید سی. بروریک
دیوید سی. بروریک (به انگلیسی: David Colbreth Broderick) سناتور سابق عضو حزب دموکرات ایالات متحده آمریکا بود. وی در سال ۱۸۵۷ تا ۱۸۵۹ میلادی سناتور ایالت کالیفرنیا در سنای ایالات متحده آمریکا بود.